# Горбуров Євген Григорович
Євген Григорович Горбуров (нар. 15 жовтня 1954, Армавір, Краснодарський край, СРСР) — історик і краєзнавець. Член Національної спілки краєзнавців України (2015). Лауреат Миколаївської обласної премії імені Миколи Аркаса (2002), кавалер орденів Данила Галицького (2004) та «За заслуги» (Україна) ІІІ ступеня (2009). Почесний краєзнавець України (2016), кандидат історичних наук (2003), доцент (2011). Депутат Миколаївської обласної ради VІІІ скликання, голова постійної комісії з питань науки і освіти, інновації, молоді, сім'ї і спорту, культури та духовності.

## Життєпис
Горбуров Євген Григорович народився 15 жовтня 1954 року у місті Армавір Краснодарського краю в Росії. Батьки — лікарі Григорій Федорович та Галина Георгіївна Горбурови. Закінчив ЗОШ № 7 міста Миколаєва, згодом вступив до Одеського інженерно-будівельного інституту, який закінчив у 1976 році.
У 1992—2000 роках працював на керівних посадах у державних установах. З 2000 по 2004 роки — помічник голови Миколаївської облдержадміністрації. З січня по лютий 2005 року — помічник голови Миколаївської обласної ради.
З 2003 року — кандидат історичних наук. Захистив дисертацію в Інституті історії України НАН України на тему «Рух опору і націоналістичне підпілля на Півдні України та Криму в період окупації 1941—1944 років».
У 2005—2009 роках — директор миколаївського технікуму Одеського національного університету імені І. І. Мечникова. У 2009—2015 роках працював на посаді доцента кафедри історії України навчально-наукового інституту історії та права Миколаївського національного університету імені В. О. Сухомлинського.
З 2016 року — помічник депутата Миколаївської міської ради. Учасник міжнародних, всеукраїнських, регіональних науково-практичних конференцій. Постійно виступає у регіональних та всеукраїнських засобах масової інформації. З 2020 року — депутат Миколаївської обласної ради.

## Сім'я
- Горбуров Григорій Федорович (1924—2014) — батько, фахівець в галузі хірургії і онкології, заслужений лікар України, почесний громадянин міста Миколаєва.
- Горбуров Кирил Євгенійович (нар. 1980) — син, нотаріус, кандидат історичних наук (2007), заслужений юрист України (2018), депутат Миколаївської міської ради.

## Нагороди і почесні звання
- Лауреат Миколаївської обласної премії ім. М. М. Аркаса (2002);
- Почесна грамота Миколаївської державної адміністрації (2003, 2004);
- Орден Данила Галицького (29 жовтня 2004);
- Нагрудний знак «Відмінник освіти України» (2008);
- Орден «За заслуги» ІІІ ступеня (30 листопада 2009);
- Почесна відзнака Миколаївської міського голови «За заслуги перед містом Миколаєвом» (2012);
- Відзнака «Лідер освіти» (2014);
- Відзнака «Почесний краєзнавець України» (2016);
- «Городянин року» спеціальної номінації «Літопис Миколаєва» (2017);
- Почесна грамота Миколаївської обласної ради (2021);
- Грамота Верховної Ради України (2021);
- Почесна відзнака Миколаївської обласної ради «За заслуги перед Миколаївщиною» ІІ ступеня (2024).

## Літературна творчість
Є автором більше 400 наукових та науково-популярних праць, у тому числі понад 40 монографій, книг, підручників здебільш історико-краєзнавчого характеру.

#### Книги
- Релігійні організації на Миколаївщині: історія та сучасність : наук.-попул. довід. / НАН України ; Укр. акад. іст. наук ; Миколаїв. облдержадмін. ; Миколаїв. філ. Нац. ун-ту «Києво-Могилян. Акад.»; Миколаїв. центр політ. дослідж. ; авт. кол. : В. І. Андріяш [та ін.] ; редкол. : Ф. Курас (кер. ред. групи), О. М. Гаркуша, Є. Г. Горбуров (відп. ред.) [та ін.]. – Миколаїв : Вид-во МФ НаУКМА, 2001. – 248 с. : іл.
- Миколаївщина : літопис іст. подій / авт. кол. : Є. Г. Горбуров, О. М. Гаркуша, Ю. С. Гребенніков [та ін.] ; під заг. ред. М. М. Шитюка. – Херсон : Олді-плюс, 2002. – 712 с. : іл.
- Рух опору і націоналістичне підпілля на півдні України та Криму в період окупації, 1941-1944 рр. : автореф. : спец. 07.00.01 – Історія України. – Київ : НАН України ; Ін-т історії України, 2003. – 18 с.
- Рух Опору на Півдні України в роки Великої вітчизняної війни (1941—1944 рр.) / Є. Горбуров, відп. ред. М. Шитюк. — Київ: Олді-Ллюс, 2002. — 246 с. : іл.
- Рух опору і націоналістичне підпілля на Півдні України та Криму в період окупації, 1941-1944 рр. : дис. на здобуття наук. ступеня канд. іст. наук : 07.00.01. – Київ, 2003. –  232 с.
- Голод-геноцид 1932-1933 рр. на території Миколаївщини : погляди істориків, очевидців, архівні матеріали : до 70-річчя трагедії / Є. Г. Горбуров, М. М. Шитюк, В. П. Шкварець. [та ін.]. – Миколаїв : Вид-во МДГУ ім. П. Могили, 2003. – 204 с.
- Повстансько-партизанський рух на Півдні України в 1917—1944 рр. / Є. Горбуров, Ю. Котляр, М. Шитюк. — Херсон, 2003. — 340 с. : іл.
- Провідники духовності в Україні : довідник / за ред. І. Ф. Кураса ; робоча група редкол. : Є. Г. Горбуров [та ін.]. – Київ : Вища шк., 2003. – 784 с.
- Суспільно-політична та бойова діяльність націоналістичного підпілля Півдня України в роки німецько-румунської окупації / Нац. Акад.. наук України ; Ін-т історії України. — Київ, 2003. — 56 с.
- Миколаївщина в роки Великої Вітчизняної війни : 1941-1944 : до 60-річчя визволення обл. від нім.-румунських окупантів / ред. кол. : Є. Г. Горбуров [та ін.]. – Миколаїв : КВІТ, 2004. – 504 с. : іл.
- Організація українських націоналістів і Українська повстанська армія : фаховий висновок робочої групи істориків при Уряд. комісії з вивчення діяльн. ОУН і УПА / Є. Горбуров, О. Веселова, М. Шитюк [та ін.]. – 3-тє вид., стер. – Київ : Наук. думка, 2005. – 72 с.
- Голод 1946—1947 років на території Півдня УРСР: монографія. — Миколаїв: Видавництво Шамрай П. М., 2006. — 278 с.
- Миколаївщина в новітній історії : навч. посіб. / авт. кол.: І. О. Банєва, Є. Г. Горбуров, О. М. Гаркуша. – Миколаїв : Вид-во ПП Шамрай, 2007. – 280 с. : іл. – (70-річчю утворення Миколаївської області присвячується).
- Історіософія та історіографія голодів-людоморів на Миколаївщині / В. П. Шкварець, Є. Г. Горбуров, К. Є. Горбуров. – Миколаїв : Вид-во ПП Шамрай П. М., 2008. – 288 с. : іл.
- Миколаївщина в голодних 1921-1923 роках / авт. кол. : М. М. Шитюк (кер. авт. кол.), Є. Г. Горбуров [та ін.] ; наук. ред. : Д. В. Козлик, С. Рябова. – Миколаїв : Вид-во ПП Шамрай П. М., 2008. – 456 с. : іл. – (Голодомори ХХ століття на території Миколаївщини).
- Національна книга пам'яті жертв голодомору 1932-1933 років в Україні. Миколаївська область / Укр. ін-т нац. пам'яті ; Миколаїв. облдержадмін. ; ред. кол. : О. М. Гаркуша (голова) [та ін.] ; авт. кол. Є. Г. Горбуров [та ін.]. – Миколаїв : Вид. Шамрай П. М., 2008. – 864 с.
- Повоєнна та сучасна Миколаївщина : монографія / В. П. Шкварець, Є. Г. Горбуров, К. Є. Горбуров. – Миколаїв : Вид. Шамрай П. М., 2008. – 300 с. : іл.
- Голод 1946-1947 років на Миколаївщині : мовою архівних док. / Є. Г. Горбуров, К. Є. Горбуров, Л. Л. Левченко, [та ін.]. – Миколаїв : Вид. Шамрай П. М., 2010. – 300 с.
- Известная неизвестная война. Восточная (Крымская) война 1853—1856 гг. / Е. Горбуров, К. Горбуров. — Николаев: Шамрай, 2009. — 260 с. : ил.
- Анатолий Ганькевич: герой свого времени: неизвестные и забытые страницы биографии / Е. Горбуров, К. Горбуров. — Николаев: Издательство Шамрай П. Н., 2011. — 111 с. : фото.
- Анатолий Ганькевич — человек из созвездия героев / Е. Горбуров, К. Горбуров. — Николаев: Издательство И. Гудым, 2011. — 59 с. : ил. — (Легендарные имена).
- Герои не умирают: борьба коммунистического подполья по срыву грабительских планов неметких и румынских оккупантов в годы Великой Отечественной войны на юге УССР / Е. Горбуров, К. Горбуров, М. Криворог. — Николаев: Илион, 2011. — 78 с. : ил.
- Землі української постаті знані : навч. посіб. / М. М. Шитюк, Є. Г. Горбуров, К. Є. Горбуров ; Миколаїв. нац. ун-т ім. В. О. Сухомлинського. – Миколаїв : Вид-во Чорномор. держ. ун-ту ім. П. Могили, 2011. – 722 с. : іл. – (100-річчю Миколаївського національного університету ім. В. О. Сухомлинського присвячується).
- Истории для истории: очерки о николаевской земле и ее людях / Е. Горбуров, К. Горбуров. — Николаев: Издатель Шамрай П. Н., 2011. — 214 с. : ил.
- Владимир Андрианов — великий корабел / Е. Горбуров, К. Горбуров. — Николаев: Издательство Шамрай П. Н., 2012. — 163 с.
- Слава і гордість Миколаївщини. 75-річчю утворення Миколаївської області присвячується [Архівовано 10 серпня 2014 у Wayback Machine.]: навч. посіб. / Є. Горбуров, М. Шитюк, К. Горбуров. — Миколаїв: Видавництво Шамрай П. М., 2012. — 276 с.
- Малеча, Н. Словничок Шевченкової мови / Н. Малеча (Нестор Літописець) ; за ред. Є. Г. Горбурова, К. Є.Горбурова, І. Б. Марцінковського. –2-ге вид., допов. – Миколаїв : Вид. Шамрай П. М., 2013. – 100 с. : іл.
- Первые кавалеры украинских наград на Николаевщине, 1994-2009 гг. : очерки / Е. Г. Горбуров, К. Е. Горбуров. – Николаев : Изд. Шамрай П. Н., 2013. – 143 с. : цв. ил.
- Знаки как символы эпохи: о знаках, жетонах и медалях, связанных с историей Николаева. — Николаев: Издатель П. Н. Шамрай, 2014.  – 199 с. : ил.
- Николаевская область в годы Великой Отечественной войны 1941-1945 гг. : док. и материалы свидетельствуют / Николаев. нац. ун-т им. В. А. Сухомлинского ; Учеб.-науч. ин-т истории и права ; Гос. архив Николаев. обл. ; Е. Г. Горбуров [та ін.]. – Николаев : Изд. П. Н. Шамрай, 2014. – 348 с. : ил.
- Истории для истории: очерки об исторических событиях, о Николаевской земле и ее людях: Кн. 2. / Е. Горбуров, К. Горбуров. — Николаев: Издатель Шамрай П. Н., 2015. — 255 с. : ил.
- Истории для истории: очерки об исторических событиях, о Николаевской земле и ее людях: Кн. 3 / Е. Горбуров, К. Горбуров. — Николаев: Издатель Шамрай П. Н., 2015. — 234 с. : ил.
- Николаевский «Нюрнберг»: судеб. процесс по делу о нем.-фашист. зверствах в г. Николаеве и Николаев. обл., 10-17 янв. 1946 г. / Е. Горбуров, К. Горбуров. — Николаев: Илион, 2016. — 136 с. : ил.
- Николай Николаевич Пантусов : вехи жизни известного земляка / Е. Г. Горбуров, К. Е. Горбуров, Т. В. Серебрякова. – Николаев : Изд. Шамрай П. Н., 2016. – 103 с., портр. : ил.
- Exempla docent : примеры учат / Е. Г. Горбуров, К. Е. Горбуров. – Николаев : Изд. П. Н. Шамрай, 2017. – 224 с. : ил.
- Юрий Зиновьев – кавалер ордена Британской империи. – Николаев : Изд. П. Н. Шамрай, 2017. – 160 с., портр. : ил.
- Инженер Николай Дмитриев / Е. Г. Горбуров, Н. И. Пономарёва, В. А. Левицкий. – Николаев : Изд. Шамрай П. Н., 2018. – 155 с., портр. : ил.
- Истории без ретуши : из блокнота краеведа. – Николаев : Илион, 2019. – 256 с.
- Володимир Ключник - вірний син землі : монографія / Є. Г. Горбуров, Д. В. Нефьодов, О. С. Репіхович-Гаврилюк. - Миколаїв : Іліон, 2020. - 228 с.
- Николаев в Восточной (Крымской) войне 1853-1856 гг. : неизвестные архивные документы / Е. Г. Горбуров, Л. Л. Левченко, Е. В. Беляева. - Николаев : Илион, 2020. - 440 с.
- Истории из прошлого : очерки / Е. Г. Горбуров. - Николаев : Илион, 2021. - 292 с.
- Николаев в истории создания Добровольного флота (1878 г.) : архивные документы подтверждают / Е. Г. Горбуров, К. Е. Горбуров. - Николаев : Илион, 2021. - 216 с. : ил.
- Бутович, Я. И. Записки коллекционера / Я. И. Бутович ; сост.: Е. Г. Горбуров, С. Н. Росляков. - Николаев : Илион, 2021. - 660 с.
- Літописець, Н. Україно-руський словничок до Кобзаря Т. Г. Шевченка / Нестор Літописець ; уклад.: І. Марцінковський, Є. Горбуров, К. Горбуров. - Миколаїв : Іліон, 2022. - 96 с.
- Свідки минулого : нариси / Є. Г. Горбуров. - Миколаїв : Іліон, 2024. - 142 с.

#### Публікації в збірниках
- Николаевщина в августе 1991 / Е. Горбуров, Н. Шитюк // Історія. Етнографія. Культура. Нові дослідження : IV Миколаїв. обл. краєзнав. конф. / Упр. культури Миколаїв. облдержадмін., Миколаїв. обл. краєзнав. музей, Миколаїв. обл. універс. наук. б-ка ім. О. М. Гмирьова. – Миколаїв, 2004. – С. 130–139.
- Підпільно-партизанський рух опору на Миколаївщині у 1941-1944 роках // Наукові праці / НАН України, Ін-т історії України. – Київ ; Хмельницький ; Каменець-Подільський, 2004. – Вип. 28. – С. 64–75.
- Богдан Хмельницький в сучасній українській нумізматиці та боністиці // Гуманітарно-економічні дослідження : зб. наук. пр. / Одес. нац. ун-т ім. І. І. Мечникова, Миколаїв. навч.-наук. ін-т ; редкол.: М. М. Шитюк та ін. ; наук. ред. В. П. Шкварець. – Миколаїв ; Одеса, 2007 – Т. 4. – С. 149–151.
- Історіографія проблеми голоду 1921–1923 рр. на Миколаївщині // Причорноморський регіон у контексті європейської політики / під ред. Т. Цисельського, Е. Чапевського, В. Кушніра. – Одеса ; Ополє ;Вроцлав, 2008. – С. 173–179.
- Ю. И. Макаров – корабел ХХ столетия // Авианосец / Ю. И. Макаров. – [4-е изд.]. – Николаев, 2009.– С. 203–208.
- Гибель адмирала С. О. Макарова / Е. Горбуров, К. Горбуров // Науковий вісник МНУ імені В. О. Сухомлинського : зб. наук. пр. / Миколаїв. нац. ун-т ім. В. О. Сухомлинського ; ред. М. М. Шитюк. – Миколаїв, 2010. – Вип. 3.29 : Історичні науки. – С. 137–148.
- Владимир Андрианов – выдающийся руководитель судостроительной отрасли : к 100-летию со дня рожд. // Гуманітарний вісник НУК : зб. наук. пр. / відп. за вип. О. В. Бобіна. – Миколаїв, 2012. – Вип. 5. – С. 68–70.
- . Найдена печать продолжателей рода Сулимы и Миклашевских / Е. Горбуров, К. Горбуров // Аркасівські читання : матеріали ІІ міжнар. наук.-практ. конф. (27-28 квітня 2012 р., Миколаїв) / Миколаїв. нац. ун-т ім. В. О. Сухомлинського, навч.-наук. ін-т історії та права ; відп. за вип. Я. С. Макушенко. – Миколаїв, 2012. – С. 302–306.
- Олександр Алоїзович Яната / Є. Г. Горбуров, К. Є. Горбуров // Видатний діяч збереження природи Олександр Алоїзович Яната : збірник / ЦБС для дорослих м. Миколаєва, Міськ. центр екологічної інф-ції та культури б-ки-філії № 2. – Миколаїв, 2014.– С. 78–83.
- Клад неврученных Георгиевских крестов в г. Николаеве / Е. Г. Горбуров, К. Е. Горбуров // Науковий вісник МНУ імені В. О. Сухомлинського : зб. наук. пр. / Миколаїв. нац. ун-т ім. В. О. Сухомлинського ; ред. М. М. Шитюк. – Миколаїв, 2014. – Вип. 3.38 : Історичні науки. – С. 189–198.
- Д. В. Борщов – справжній народний артист / К. Є. Горбуров, М. М. Шитюк, Є. Г. Горбуров // Історія. Етнографія. Культура. Нові дослідження : матеріали ІХ Миколаїв. обл. краєзнав. конф. / Упр. культури, національностей та релігій Миколаїв. облдержадмін. ; Миколаїв. обл. краєзнав. музей ; відп. за вип. В. В. Чернявський. – Миколаїв, 2015. – С. 161–162.
- О. В. Квасницький – талановитий організатор сільськогосподарського виробництва / М. М. Шитюк, Є. Г. Горбуров, К. Є. Горбуров // Історія. Етнографія. Культура. Нові дослідження : матеріали ІХ Миколаїв. обл. краєзнав. конф. / Упр. культури, національностей та релігій Миколаїв. облдержадмін. ; Миколаїв. обл. краєзнав. музей ; відп. за вип. В. В. Чернявський. – Миколаїв, 2015. – С. 163–165.
- Бона Воронівської економії пана Ернста / Є. Г. Горбуров, К. Є. Горбуров // Науковий вісник МНУ ім. В. О. Сухомлинського : зб. наук. пр. / Миколаїв. нац. ун-т ім. В. О. Сухомлинського ; ред. М. М. Шитюк. – Миколаїв, 2015. – Вип. 2 (40) : Історичні науки. – С. 109–112.
- Выходцы из Франции – Белен-де-Баллю : николаевская ветвь / Е. Горбуров, К. Горбуров // Науковий вісник МНУ ім. В. О. Сухомлинського : зб. наук. пр. / за ред. В. Д. Будака. –Миколаїв, 2016. – Вип. 2 (42) : Історичні науки. – С.142–149.
- Орфей південного краю : [нарис про Д. Креміня] // Небесне й земне : спогади, есе, оригінали / ред. рада: О. Геращенко, В. Голозубов, В. Кузьменко [та ін.]. – Миколаїв, 2018. – С. 259–265.

#### Статті з періодичних видань
- Підпільний і партизанський рух на території Миколаївщини в роки Великої Вітчизняної війни // Рідне Прибужжя. — 2002. — 19 верес.
- Героическая история земель Николаевщины в Российских боевых наградах 18 века // Вечерний Николаев. — 2007. — 15 сент.
- Романтик великой эпохи : [о Макарове Ю. И.] // Рідне Прибужжя. – 2008. – 3 черв.
- «Зимняя война»: советско-финская война,30.11.1939-12.03.1940 гг. // Имена. — 2009. — № 5. — С. 30–34.
- Юрий Макаров — корабел ХХ столетия // Имена. — 2009. — № 2. — С. 33–35.
- Филиал ада на николаевской земле, сентябрь 1941 – март 1944 гг. : [Шталаг-364] // Рідне Прибужжя. – 2009. – 11 лип.
- Сталин // Имена. — 2010. — № 7. — С. 34–36.
- Великая Отечественная война (1941—1945 гг.): современный взгляд и анализ проблемы // Науковий вісник МДУ ім. В. О. Сухомлинського. — Вип. 3.28. — 2010. — С. 146—160.
- Взаємодія партизанських загонів і підпільних груп Півдня України з регулярними частинами Червоної Армії (березень-серпень 1944 р.) // Наукові праці МДУ ім. Петра Могили. — Вип. 127. — 2010. — С. 37-45.
- Корабел Владимир Андрианов: к 100-летию со дня рождения (1913—1978) // Вечерний Николаев. — 2013. — N 12.
- Виктор Ставицкий: единому предан // Южная правда. — 2013. — N 76.
- Сын корабельного края : [об Адрианове В. Н.] // Южная правда. – 2013. – N 79.
- "Я любовь на звезды не меняю" : [О Якименко З. Т.] // Вечерний Николаев. – 2013. – N 82.
- Верфь, взрастившая город (225-летию завода им. 61 Коммунара посвящается) // Южная правда. — 2013. — N 102.
- Людина, яка сіє добро : [про Ляшенка В.] // Рідне Прибужжя. – 2013. – 16 лют.
- Николаевский след в создании Т-34 // Вечерний Николаев. — 2014. — N 7.
- Наш первый герой Украины : [про Бялика Н. И.] // Южная правда. – 2015. – N 61.
- За преступление наказание неотвратимо / К. Горбуров // Имена. — 2016. — № 66. — С. 25–26.
- Вішедшие из тени прошлого // Имена. — 2016. — № 68. — С. 30–32.
- Спасение, пришедшее с небес // Имена. — 2016. — № 69. — С. 30–32.
- ТАКР «Баку»…, «Викрамадитья» // Имена. — 2016. — № 70. — С. 30–32.
- Спасение, пришедшее с небес : [о Божественном спасении] // Имена. – 2016. – № 69. – С. 30–31.
- Священные реликвии Черноморского флота и связанные с ним истории // Емінак. – 2017. – № 3 (19). – Т. 1. – С. 124–131.
- Герои, забытые потомками? / Е. Горбуров, К. Горбуров // Емінак. – 2017. – № 3 (19). – Т. 3. – С. 130–137.
- История одной настольной медали / Е. Горбуров, К. Горбуров // Имена. – 2017. – № 71. – С. 30–32.
- Забвению не подлежит! // Имена. – 2017. – № 72. – С. 28–31.  Остарбайтери у Другій Світовій війні.
- О памятных медалях и докторе Самойловиче // Имена. – 2017. – № 73. – С. 32–33.
- Шестое чувство штурмана А. Н. Кириленко / Е. Горбуров, К. Горбуров // Имена. – 2017. – № 74. – С. 34–36.
- Последняя из могикан : история рождения и гибели подводной лодки «Орлан» – последней подводной лодки, построенной николаевскими корабелами в Российской империи в 1917 году / Е. Горбуров, К. Горбуров // Вечерний Николаев. – 2017. – 2 марта.
- Медали в честь медиков и связанные с ними истории // Вечерний Николаев. – 2017. – 1 июня.
- Листая страницы старых газет… / Е. Горбуров, К. Горбуров // Вечерний Николаев. – 2017. – 25 июля.
- Николаевцы должны помнить своих героев // Голос ветерана Украины. – 2017. – № 10 (окт.). – С. 5.
- Старый приз Николаевского яхт-клуба // Вечерний Николаев. – 2017. – 12 окт.
- «О награждении граждан СССР британскими орденами и медалями и британских подданых – советскими знаками отличия в годы Второй мировой войны» / Е. Горбуров, К. Горбуров // Емінак. – 2018. – № 1 (21). – Т. 2. – С. 141–147.
- Виктор Ставицкий – главный строитель военных кораблей // Имена. – 2018. – № 76. – С. 5–9.
- Співаючий під звуки ліри : [Д. Креміню присвяч.] // Имена. – 2018. – № 77. – С. 30–31.
- Первые кавалеры украинских орденов и медали на Николаевщине // Имена. – 2018. – № 78. – С. 34–35. ; Емінак. – 2018. – № 4 (24). – Т. 2. – С. 74–78.
- Свидетели столетнего юбилея [города Николаева] // Имена. – 2018. – № 78. – С. 36–37.
- Сапёр : саперам всех поколений посвящается // Вечерний Николаев. – 2018. – 13 янв.
- Последний автограф поэта [Марка Лисянского] // Вечерний Николаев. – 2018. – 17 апр.
- Золотая тайна линии Маннергейма // Вечерний Николаев. – 2018. – 15–18 сент. (№ 104/105).
- Постать В. О. Сухомлинського в українській нумізматиці // Вечерний Николаев. – 2018. – 18 окт.
- Незаслуженно забытый : к 200-летию со дня рожд. К. И. Константинова // Имена. – 2019. – № 81. – С. 32–34.
- Князья Максумовы в Николаеве // Вечерний Николаев. – 2019. – 3 янв.
- 209-й пехотный резервный Николаевский полк // Вечерний Николаев. – 2019. – 29 янв.
- Исследование сродни расследованию : к 150-летию создания Общества николаевских лоцманов // Вечерний Николаев. – 2019. – 9 мая.
- Две войны Серафима Калугина // Зеркало недели. – 2019. – 18-24 мая (№ 22/23). – С. 10.
- История лётчика-истребителя : [С. Калугина] // Вечерний Николаев. – 2019. – 11 июня.
- Святая Гора Афон – ковчег православия // Вечерний Николаев. – 2019. – 5 сент.
- Горбуров, Е. Портсигар - улика агрессии / Е. Горбуров // Имена. - 2019. - № 82. - С. 27-28.
- Горбуров, Е. У святого Пантелеймона / Е. Горбуров // Имена. - 2019. - № 83. - С. 29-31.
- Горбуров, Є. Г. Райські хащі у самому центрі міста [Текст] / Є. Г. Горбуров, А. С. Островська // Вечерний Николаев. - 2020. - 15 сент.
- Горбуров, Є. 107 років в історії міста / Є. Горбуров // Вечерний Николаев. - 2020. - 29 сент.
- Горбуров, Е. Г. Любимый город не мог спокойно спать, а на парфюмерной и кондитерской фабриках делали взрывчатку : [отрывок из книги] / Е. Г. Горбуров // Родной причал. - 2021. - 23 июня.
- Горбуров, Є. Г. Пам'ятаємо Володимира Анатолійовича Михайлова / Є. Г. Горбуров, В. В. Чернявський // Вечерний Николаев. - 2021. - 8 апр.
- Горбуров, Е. Ходим по праху одних к праху других / Е. Горбуров, В. Ермилов // Имена. - 2021. - № 88. - С. 24-26.
- Горбуров, Е. Лицом к лицу с врагом / Е. Горбуров // Имена. - 2021. - № 89. - С. 30-31.
- Горбуров, Е. Награда сестрам милосердия / Е. Горбуров // Имена. - 2021. - № 90 (Спецвып.). - С. 14-15.
- Горбуров, Е. Г. Полвека влюбленные в звезды / Е. Г. Горбуров, А. С. Островская // Имена. - 2021. - № 92. - С. 11.
- Горбуров, Е. Николаевская книга - в известной коллекции / Е. Горбуров // Имена. - 2021. - № 91. - С. 16.
- Горбуров, Е. Последняя стоянка "Арктики" / Е. Горбуров // Имена. - 2021. - № 93. - С. 28-31.
- Горбуров, Е. За ударный труд - костюм! / Е. Горбуров // Вечерний Николаев. - 2021. - 7 дек.
- Горбуров, Є. Воронівська бона / Є. Горбуров //  Нумізматика і фалеристика. - 2022. - № 3. - С. 6-7.
- Горбуров, Є. Свідок українізації / Є. Горбуров //  Нумізматика і фалеристика. - 2022. - № 3. - С. 36-37.
- Горбуров, Є. Відзнаки оркестру Г. Ф. Манілова / Є. Горбуров // Нумізматика і фалеристика. - 2022. - № 4. - С. 43-45.

#### Статті про автора
- Соболь, П. Рух опору на Півдні України в роки Великої Вітчизняної війни (1941—1945 рр.) / П.Соболь // Рідне Прибужжя. — 2003. — 25 січ.
- Награды от Президента // Вечерний Николаев. – 2009. – 24 дек.  Про нагородження Є. Горбурова орденом «За заслуги» ІІІ ступеню.
- Креминь, Д. Это наша с вами история! // События и комментарии. – 2011. – 9-22 дек. (№ 33).
- Креминь, Д. Истории без грима и макияжа / Д. Креминь // Вечерний Николаев. – 2011. – 22 дек.
- Жевнер, В. Сузір’я видатних імен // События и комментарии. – 2012. – 7-20 сент. (№ 17) ; Рідне Прибужжя. – 2012. – 13 верес.
- Гонорацька, В. Форпост історичної науки / В. Гонорацька // Рідне Прибужжя. – 2012. – 6 груд.
- Горбуров, К. Горбуров Евгений Григорьевич / К. Горбуров // Первые кавалеры украинских наград на Николаевщине, 1994-2009 гг. : очерки / Е. Г. Горбуров, К. Е. Горбуров. – Николаев  2013. – С. 64-69.
- Инютина, Н. О героях новой истории / Н. Инютина // Вечерний Николаев. — 2013. — N 45.
- Марцінковський, І. Б. Горбуров Євген Григорович – український учений-історик / І. Б. Марцінковський // Шевченківський енциклопедичний словник Миколаївщини : 200-літтю від дня народж. Т. Шевченка присвяч. / упоряд. І. Б. Марцінковський. – Миколаїв, 2014. – С. 112–113. – (Шевченкіана Миколаївщини).
- Пархоменко, В. К юбилею Е. Г. Горбурова / В. Пархоменко // Имена. — 2014 — N 59. - С. 21.
- Шенкевич, А. Истории Горбуровых – для истории края / А. Шенкевич // Вечерний Николаев. – 2015. – 7 апр.
- Синявский, В. Николаевские историки Евгений и Кирилл Горбуровы представили очередную книгу о знаменитых земляках / В. Синявский // Николаевские новости. – 2015. – 2 дек.
- Пономарьова, Н. Горбуров Євген Григорович / Н. Пономарьова // Дослідники історії Південної України : біобібліограф. довід. / НАН України, Ін-т укр. археографії та джерелознавства ім. М. С. Грушевського ; Бердян. держ. пед. ун-т ; Наук.-дослід. ін-т іст. урбаністики ; упоряд. І. Лиман. – Київ, 2016. – Т. 2. – С. 120–125.
- Мастер своего дела // Родной причал. — 2016. — 8–24 мая (№ 20).
- Он пишет историю края // Вечерний Николаев. – 2018. – 3 марта.